# Yolanda Figueiredo
Yolanda Figueiredo (1925–2017), ou mais  conhecida como Pee-Wee foi uma atleta brasileira de golfe, arquiteta e empresária, considerada uma das pioneiras do golfe feminino no Brasil. Nascida em São Paulo, ela se destacou tanto no campo esportivo quanto no mundo dos negócios, sendo a fundadora da CASACOR, um dos maiores e mais importantes eventos de arquitetura e design de interiores das Américas.

## Biografia
Yolanda Figueiredo atuou no golfe e como empresária. Ela era apaixonada por arquitetura e design e, através da CASACOR, trouxe novos ares para o setor, promovendo a troca cultural e a inovação. Faleceu em 2017, aos 92 anos, deixando um legado duradouro tanto no golfe quanto na arquitetura brasileira, sendo lembrada como uma das mulheres mais influentes do Brasil.

## Carreira no golfe
Yolanda Figueiredo começou sua carreira no golfe em um cenário desafiador para as mulheres no esporte, mas rapidamente se destacou no cenário nacional e internacional. Ela foi uma das principais jogadoras de golfe do Brasil durante as décadas de 1960 a 1980.
Dentre seus maiores feitos estão os 12 títulos sul-americanos, incluindo cinco vitórias consecutivas na Copa Los Andes entre 1983 e 1987. Yolanda também foi a capitã da seleção feminina de golfe do Brasil, papel no qual exerceu grande influência sobre o crescimento do golfe feminino no Brasil.

## Fundação da CASACOR
Em 1987, junto com Angélica Rueda, Yolanda Figueiredo fundou a CASACOR um evento que começaria em São Paulo e logo se espalharia para outras cidades do Brasil e da América Latina. A CASACOR tornou-se um evento de prestígio internacional, hoje é organizado pelo Grupo Abril, sendo realizada anualmente em diversos países ao redor do mundo.

## Fundação da Taça Pee-Wee
A Taça Pee-Wee é uma competição de golfe feminino realizada no Brasil, que homenageia Yolanda Figueiredo, conhecida como Pee-Wee, uma grande incentivadora do golfe feminino no país. Ela atuou como diretora feminina da Confederação Brasileira de Golfe (CBG) nas décadas de 1970, 1980 e 1990, período em que o golfe feminino brasileiro conquistou diversos títulos sul-americanos.

## Prêmios
1955 - Campeã brasileira de golfe feminino
1956 - Campeã paulista de golfe feminino
1958 - Campeã paulista de golfe feminino
1965 - Campeã brasileira de golfe feminino
1967 - Campeã paulista de golfe feminino